# 阿爾及爾地鐵
阿爾及爾地鐵（法語：Métro d'Alger）是阿尔及利亚首都阿尔及尔的地铁。这项工程于1981年开始动工，由于工程不断延迟，直到2009年才完工。2011年10月31日首期工程開始通車營運，翌日起開放予乘客搭乘。阿爾及爾是繼埃及開羅地鐵之後，非洲第二個擁有地鐵的城市。

## 历史
1981年6月阿尔及利亚政府决定在首都阿尔及尔建造一个地铁系统来改善其交通和解决市内堵车的现象。阿尔及利亚政府计划建造三条地铁。1986年由于原油价格下跌，导致阿尔及利亚经济困难，因此曾经一度考虑放弃此计划。
1993年接纳这个工程的公司由于在这方面没有经验因此在工程中遇到极大困难。阿尔及利亚政治上的不稳定，包括内战和恐怖袭击，也导致了工程被推迟。从1999年开始他们在挖隧道时也开始允许使用炸药。
2006年未来的阿尔及尔地铁公司（Entreprise Métro d'Alger）将继续建造的任务交给了一个由德国西门子交通集团为首集团。西门子向总价3.8亿欧元的工程中投资了1.45亿欧元，负责项目管理、控制、信号、通讯技术、维护设施和轨道。该集团还包括西班牙车辆制造厂CAF和法国万喜大型项目公司。负责长度为6节车厢的14列地铁列车，万喜大型项目公司负责车站、车库、通风和管理机构建筑。

## 路線
整個地鐵系統目前只有一條路線，即1號線，於2011年10月31日通車。第一段开放的线路長9.5公里，共十站。其中九個車站位於地下，均為侧式月台，只有Haï El Badr總站位於地面上，兩月台3線。此线路首先从南向北走，然后沿海岸线向西走。它连接市中心的埃尔·比哈与。預計將來會延長至烈士廣場站。2015年7月4日南延。
| 路線  | 顏色 | 終站     | 終站           | 首段通車日期   | 長度（公里） | 車站數 |
| ----- | ---- | -------- | -------------- | -------------- | ------------ | ------ |
| 1號線 | 紅色 | 烈士广场 | 埃爾哈拉什中心 | 2011年10月31日 | 13.5         | 14     |

## 營運
1號線的總建設費用為770億元第納爾，約9億歐元，當中土木工程佔了300億第納爾和470億的設備。
列車有14列，每列6卡，每卡108米共208個座位。列車每小時可運送41000位乘客，約每年1.5億人次。班次每2分鐘一班，最高速度為每小時70公里，從早上5時營運至晚上12時正。
目前已经确定的是车站上将安装有类似里尔地铁和倫敦地鐵銀禧線车站中的透明玻璃门以及在车站入口将装安全检查设施。

## 未來
1號線兩端均有延伸路線的工程。计划将线路沿海岸线继续延长3.5千米。延线上有六个车站。计划每天的客流量为30万人（每年9300万人）。
2號線计划从市中心的中心火车站开始到。与1號線在和两站相交。3號線计划进一步连接市内区域，但是其路线还没有确定。

## 有轨电车
由于地铁工程还要持续许多年，因此2002年阿尔及利亚政府计划建造一个辅助性的有轨电车网。一条东部线路计划长30千米，从市中心通往基凡堡，共30个车站。一条西部线路则通往，长17千米，共20站。计划每天的客流量为20万人。